# باشگاه فوتبال سمنا کامسامولسک بر آمور
باشگاه فوتبال سمنا کامسامولسک بر آمور (روسی: ФК «Смена» Комсомольск-на-Амуре) یک باشگاه فوتبال در شهر کامسامولسک بر آمور کشور روسیه است. این باشگاه در لیگ برتر فوتبال روسیه بازی می‌کند. این باشگاه در سال ۱۹۳۵ تأسیس شده‌است. Vanguard Stadium محل برگزاری بازی‌های خانگی این باشگاه است.
آنها در فصل 2015-2016 منطقه شرق لیگ فوتبال حرفه ای روسیه خود را بردند، اما در لیگ ملی فوتبال روسیه 2016-2017 لیگ دسته دوم شرکت نکردند زیرا بودجه لازم را ندارند. منبع اصلی درآمد آنها Khabarovsk Krai است که قبلاً یک تیم دیگر FNL FC SKA-Energiya Khabarovsk را تأمین مالی می کند و هزینه های لازم برای تیم دوم FNL را ندارد.
قبل از فصل 19-2018، لیگ پیشنهاد تقسیم منطقه شرقی PFL را به دو منطقه جدید - سیبری و خاور دور داد، زیرا برای تیم‌های مستقر در سیبری پرداخت هزینه سفر به خاور دور دشوار بود. با این حال، بیشترین تعداد تیم هایی که به طور بالقوه برای رقابت در منطقه پیشنهادی جدید خاور دور آماده بودند، 4 تیم بود که برای کل فصل قابل دوام نبود. اسمنا مجبور شد از مسابقات حرفه ای تا سطوح آماتور کنار رود.